# Mistrzostwa Świata Juniorów w Lekkoatletyce 2014
15. Mistrzostwa Świata Juniorów w Lekkoatletyce – zawody lekkoatletyczne dla zawodników do lat 19, które odbywały się między 22 i 27 lipca 2014 w Eugene w Stanach Zjednoczonych.
Początkowo organizacją zawodów zainteresowany był Donieck jednak miasto otrzymało prawa do organizacji mistrzostw świata juniorów młodszych w roku 2013. Kandydatami do organizacji zawodów były Eugene, Kazań (Rosja) i Nassau (Bahamy). Z powodów finansowych późnym latem i wczesną jesienią 2011 z walki o goszczenie imprezy wycofały się kandydatury rosyjska i bahamska. Ostatecznie gospodarza imprezy Rada IAAF wybrała 11 listopada 2011 na spotkaniu w Monako. Rozegrane latem 2014 w Eugene zawody są pierwszą imprezą rangi mistrzowskiej z kalendarza IAAF przeprowadzoną w USA od marca 1992 kiedy to Boston gościł mistrzostwa świata w biegach na przełaj.

## Rezultaty
| WJR – rekord świata juniorów \| AJR – rekord kontynentu w kategorii juniorów \| CR – rekord mistrzostw świata \| NJR – rekord kraju w kategorii juniorów \| NR – rekord kraju |
| SB – najlepszy wynik w sezonie \| WJL – najlepszy wynik na listach światowych juniorów w 2014 roku \| PB – rekord życiowy                                                     |

### Mężczyźni
| Konkurencja:                       | 1. miejsce | Rezultat        | 2. miejsce                                                                   | Rezultat      | 3. miejsce | Rezultat        |
| Bieg na 100 m                      | Kendal Williams | 10,21 PB        | Trayvon Bromell                                                              | 10,28         | Yoshihide Kiryū | 10,34           |
| Bieg na 200 m Wiatr: +2,3 m/s.     | Trentavis Friday | 20,04           | Divine Oduduru                                                               | 20,25         | Michael O’Hara | 20,31           |
| Bieg na 400 m                      | Machel Cedenio | 45,13 NJR WJL   | Nobuya Katō                                                                  | 46,17 SB      | Abbas Abubaker | 46,20           |
| Bieg na 800 m                      | Alfred Kipketer | 1:43,95 PB WJL  | Joshua Masikonde                                                             | 1:45,14 PB    | Andreas Almgren | 1:45,65 NUR NJR |
| Bieg na 1500 m                     | Jonathan Sawe | 3:40,02 SB      | Abdi Waiss Mouhyadin                                                         | 3:41,38       | Hillary Ngetich | 3:41,61 SB      |
| Bieg na 5000 m                     | Yomif Kejelcha | 13:25,19 PB WYL | Yasin Haji                                                                   | 13:26,61 PB   | Moses Mukono | 13:28,11        |
| Bieg na 10 000 m                   | Joshua Cheptegei | 28:32,86        | Elvis Cheboi                                                                 | 28:35,20      | Nicholas Kosimbei | 28:38,68        |
| Bieg na 3000 m z przeszkodami      | Barnabas Kipyego | 8:25,57         | Titus Kibiego                                                                | 8:26,15       | Evans Chematot | 8:32,61 PB      |
| Bieg na 110 m przez płotki (99 cm) | Wilhem Belocian | 12,99 WJR       | Tyler Mason                                                                  | 13,06 AJR     | David Omoregie | 13,35           |
| Bieg na 400 m przez płotki         | Jaheel Hyde | 49,29 NJR WJL   | Ali Chamis Abbas                                                             | 49,55 PB      | Tim Holmes | 50,07           |
| Sztafeta 4 x 100 m                 | Stany Zjednoczone · Jalen Miller · Trayvon Bromell · Kendal Williams · Trentavis Friday · Terry Jernigan (elim.) · Michael Wells (elim.) | 38,70 WJL       | Japonia · Takuya Kawakami · Yoshihide Kiryū · Yuki Koike · Masaharu Mori     | 39,02 SB      | Jamajka · Raheem Robinson · Michael O’Hara · Edward Clarke · Jevaughn Minzie · Waseem Williams (elim.) · Raheem Chambers (elim.) | 39,12 SB        |
| Sztafeta 4 x 400 m                 | Stany Zjednoczone · Josephus Lyles · Tyler Brown · Ricky Morgan · Michael Cherry · Miles Parish (elim.)                                  | 3:03,31         | Japonia · Julian Jrummi Walsh · Kaisei Yui · Takamasa Kitagawa · Nobuya Katō | 3:04,11       | Jamajka · Twayne Crooks · Martin Manley · Nathon Allen · Jaheel Hyde · Ivan Henry (elim.)                                        | 3:04,47         |
| Chód na 10 000 m                   | Daisuke Matsunaga | 39:27,19 CR     | Diego García                                                                 | 39:51,59 NJR  | Paolo Yurivilca | 40:02,07 NJR    |
| Skok wzwyż                         | Michaił Akimienko | 2,24 PB         | Dmitri Nabokau                                                               | 2,24 PB       | Woo Sang-hyeok | 2,24 PB         |
| Skok o tyczce                      | Axel Chapelle | 5,55 PB WJL     | Daniił Kotow                                                                 | 5,50 PB       | Oleg Zernikel | 5,50 PB         |
| Skok w dal                         | Wang Jianan | 8,08            | Lin Qing                                                                     | 7,94          | Shotaro Shiroyama | 7,83w           |
| Trójskok                           | Lázaro Martínez | 17,13 CR        | Max Hess                                                                     | 16,55 PB      | Mateus Daniel de Sá | 16,47 NJR       |
| Pchnięcie kulą (6 kg)              | Konrad Bukowiecki | 22,06 PB WJL    | Denzel Comenentia                                                            | 20,17 PB      | Braheme Days | 20,01           |
| Rzut dyskiem (1,75 kg)             | Martin Marković | 66,94 PB WJL    | Henning Prüfer                                                               | 64,18 PB      | Sven Martin Skagestad | 63,21           |
| Rzut młotem (6 kg)                 | Aszraf Amdżad as-Sajfi | 84,71 WJL       | Bence Pásztor                                                                | 79,99         | Ilja Tierientjew | 76,31           |
| Rzut oszczepem                     | Gatis Čakšs | 74,04 PB        | Matija Muhar                                                                 | 72,97         | Andrian Mardare | 72,81           |
| Dziesięciobój (jun.)               | Jiří Sýkora | 8135 pkt. CR    | Cedric Dubler                                                                | 8094 pkt. AJR | Tim Nowak | 7980 pkt. NJR   |

### Kobiety
| Konkurencja:                  | 1. miejsce | Rezultat      | 2. miejsce | Rezultat    | 3. miejsce | Rezultat    |
| Bieg na 100 m                 | Dina Asher-Smith | 11,23         | Ángela Tenorio | 11,39       | Kaylin Whitney | 11,45       |
| Bieg na 200 m                 | Kaylin Whitney | 22,82         | Iréne Ekelund | 22,97       | Ángela Tenorio | 23,15       |
| Bieg na 400 m                 | Kendall Baisden | 51,85         | Gilda Casanova | 52,59       | Olivia Baker | 53,00       |
| Bieg na 800 m                 | Margaret Wambui | 2:00,49 PB    | Sahily Diago | 2:02,11     | Georgia Wassall | 2:02,71     |
| Bieg na 1500 m                | Dawit Seyoum | 4:09,86       | Gudaf Tsegay | 4:10,83     | Sheila Keter | 4:11,21 PB  |
| Bieg na 3000 m                | Mary Cain | 8:58,48 PB    | Lilian Rengeruk | 9:00,53     | Valentine Mateiko | 9:00,79 PB  |
| Bieg na 5000 m                | Alemitu Heroye | 15:10,08      | Alemitu Hawi | 15:10,46 PB | Agnes Tirop Chebet | 15:43,12    |
| Bieg na 3000 m z przeszkodami | Ruth Chebet | 9:36,74       | Rosefline Chepngetich | 9:40,28 PB  | Daisy Jepkemei | 9:47,65 SB  |
| Bieg na 100 m przez płotki    | Kendell Williams | 12,89 CR      | Dior Hall | 12,92 NJR   | Nadine Visser | 12,99 NJR   |
| Bieg na 400 m przez płotki    | Shamier Little | 55,66         | Shona Richards | 56,16 NJR   | Jade Miller | 56,22 NJR   |
| Sztafeta 4 x 100 m            | Stany Zjednoczone · Teahna Daniels · Ariana Washington · Jada Martin · Kaylin Whitney · Ky Westbrook (elim.)                            | 43,46 WJL     | Jamajka · Sashalee Forbes · Kedisha Dallas · Saqukine Cameron · Natalliah Whyte · Shimayra Williams (elim.) · Chanice Bonner (elim.)         | 43,97 SB    | Niemcy · Lisa Marie Kwaiye · Lisa Mayer · Gina Lückenkemper · Chantal Butzek                                                     | 44,65 SB    |
| Sztafeta 4 x 400 m            | Stany Zjednoczone · Shamier Little · Olivia Baker · Shakima Wimbley · Kendall Baisden · Felicia Majors (elim.) · Aaliyah Barnes (elim.) | 3:30,42       | Wielka Brytania · Shona Richards · Loren Bleaken · Sabrina Bakare · Cheriece Hylton · Laviai Nielsen (elim.) · Nikita Campbell-Smith (elim.) | 3:32,00     | Niemcy · Laura Müller · Hannah Mergenthaler · Laura Gläsner · Ann-Kathrin Kopf · Noelya Schonig (elim.) · Eleni Frommann (elim.) | 3:33,02     |
| Chód na 10 000 m              | Anežka Drahotová | 42:47,25 WJR  | Wang Na | 44:02,64 PB | Ni Yuanyuan | 44:16,72 PB |
| Skok w dal                    | Akela Jones | 6,34          | Nadia Akpana Assa | 6,31        | Maryse Luzolo | 6,24        |
| Trójskok                      | Rouguy Diallo | 14,44w        | Liadagmis Povea | 14,07w      | Li Xiaohong | 14,03w      |
| Skok wzwyż                    | Morgan Lake | 1,93          | Michaela Hrubá | 1,91 NJR    | Irina Ilijewa | 1,88        |
| Skok o tyczce                 | Alona Łutkowska | 4,50 CR       | Desiree Freier | 4,45 AJR    | Eliza McCartney | 4,45 NJR    |
| Pchnięcie kulą                | Guo Tianqian | 17,71         | Raven Saunders | 16,63       | Emel Dereli | 16,55       |
| Rzut dyskiem                  | Izabela da Silva | 58,03 NJR WJL | Valarie Allman | 56,75       | Navjeet Kaur Dhillon | 56,36 PB    |
| Rzut młotem                   | Alona Szamotina | 66,05         | Réka Gyurátz | 64,68       | Iliana Korosidu | 63,67       |
| Rzut oszczepem                | Jekatierina Starygina | 56,85 SB      | Sofi Flinck | 56,70       | Sara Kolak | 55,74       |
| Siedmiobój                    | Morgan Lake | 6148 pkt. PB  | Yorgelis Rodríguez | 6006 pkt.   | Nadine Visser | 5948 pkt.   |

## Rekordy
Podczas mistrzostw ustanowiono 3 rekordy kraju w kategorii seniorów: 
| Zawodnik         | Reprezentacja | Konkurencja           | Rezultat |
| ---------------- | ------------- | --------------------- | -------- |
| Anežka Drahotová | Czechy        | chód na 10 000 metrów | 42:47,25 |
| Eliza McCartney  | Nowa Zelandia | skok o tyczce         | 4,45     |
| Reena Koll       | Estonia       | skok o tyczce         | 4,20     |